# Mauston
Mauston är administrativ huvudort i Juneau County i Wisconsin i USA. Vid 2010 års folkräkning hade Mauston 4 423 invånare.